# Abolfazl Yagubi
Abolfazl Yagubi (27 de diciembre de 1996) es un deportista iraní que compite en taekwondo. Ganó una medalla de bronce en el Campeonato Mundial de Taekwondo de 2015, y una medalla de plata en el Campeonato Asiático de Taekwondo de 2016.

## Palmarés internacional
| Campeonato Mundial  | Campeonato Mundial  | Campeonato Mundial | Campeonato Mundial |
| Año                 | Lugar               | Medalla            | Categoría          |
| ------------------- | ------------------- | ------------------ | ------------------ |
| 2015                | Cheliábinsk (Rusia) | Medalla de bronce  | –63 kg             |
| Campeonato Asiático |                     |                    |                    |
| Año                 | Lugar               | Medalla            | Categoría          |
| 2016                | Pásay (Filipinas)   | Medalla de plata   | –63 kg             |